# Réveillon (Orne)
Réveillon ist eine französische Gemeinde mit 356 Einwohnern (Stand: 1. Januar 2022) im Département Orne in der Region Normandie. Sie gehört zum Arrondissement Mortagne-au-Perche und zum Kanton Mortagne-au-Perche.

## Lage
Die Gemeinde Réveillon liegt im Regionalen Naturpark Perche an der oberen Huisne, vier Kilometer südlich von Mortagne-au-Perche. Nachbargemeinden von Réveillon sind Mortagne-au-Perche im Norden, Loisail im Nordosten, Courgeon im Osten, Comblot im Südosten, Le Pin-la-Garenne im Süden, Saint-Denis-sur-Huisne im Südwesten sowie Saint-Langis-lès-Mortagne im Nordwesten.

## Bevölkerungsentwicklung
| Jahr                       | 1962 | 1968 | 1975 | 1982 | 1990 | 1999 | 2006 | 2012 | 2021 |
| -------------------------- | ---- | ---- | ---- | ---- | ---- | ---- | ---- | ---- | ---- |
| Einwohner                  | 363  | 402  | 381  | 341  | 349  | 288  | 345  | 359  | 363  |
| Quellen: Cassini und INSEE |      |      |      |      |      |      |      |      |      |

## Sehenswürdigkeiten
- Manoir des Rosiers, Herrenhaus
- Kirche Saint-Martin

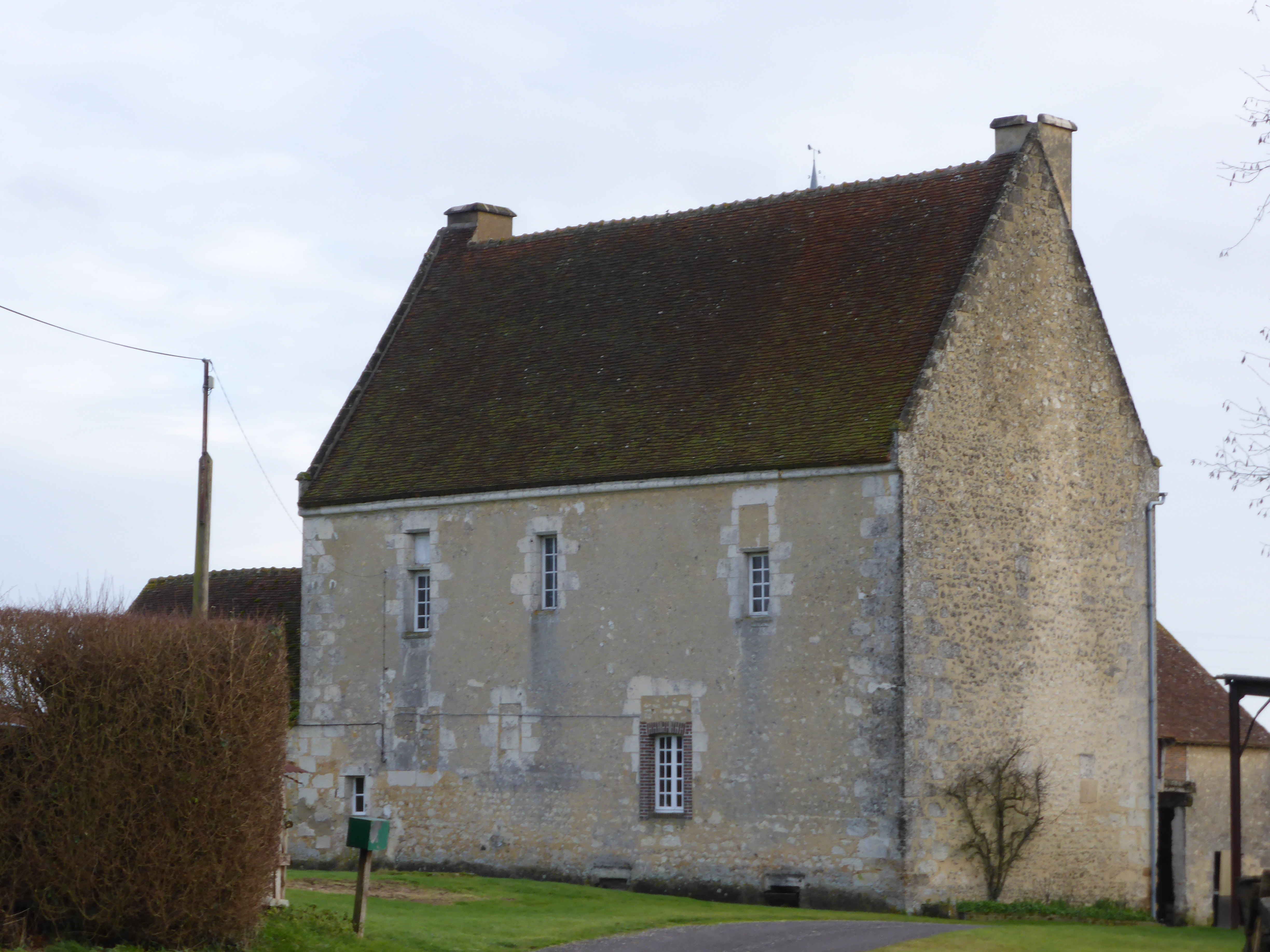
Manoir des Rosiers
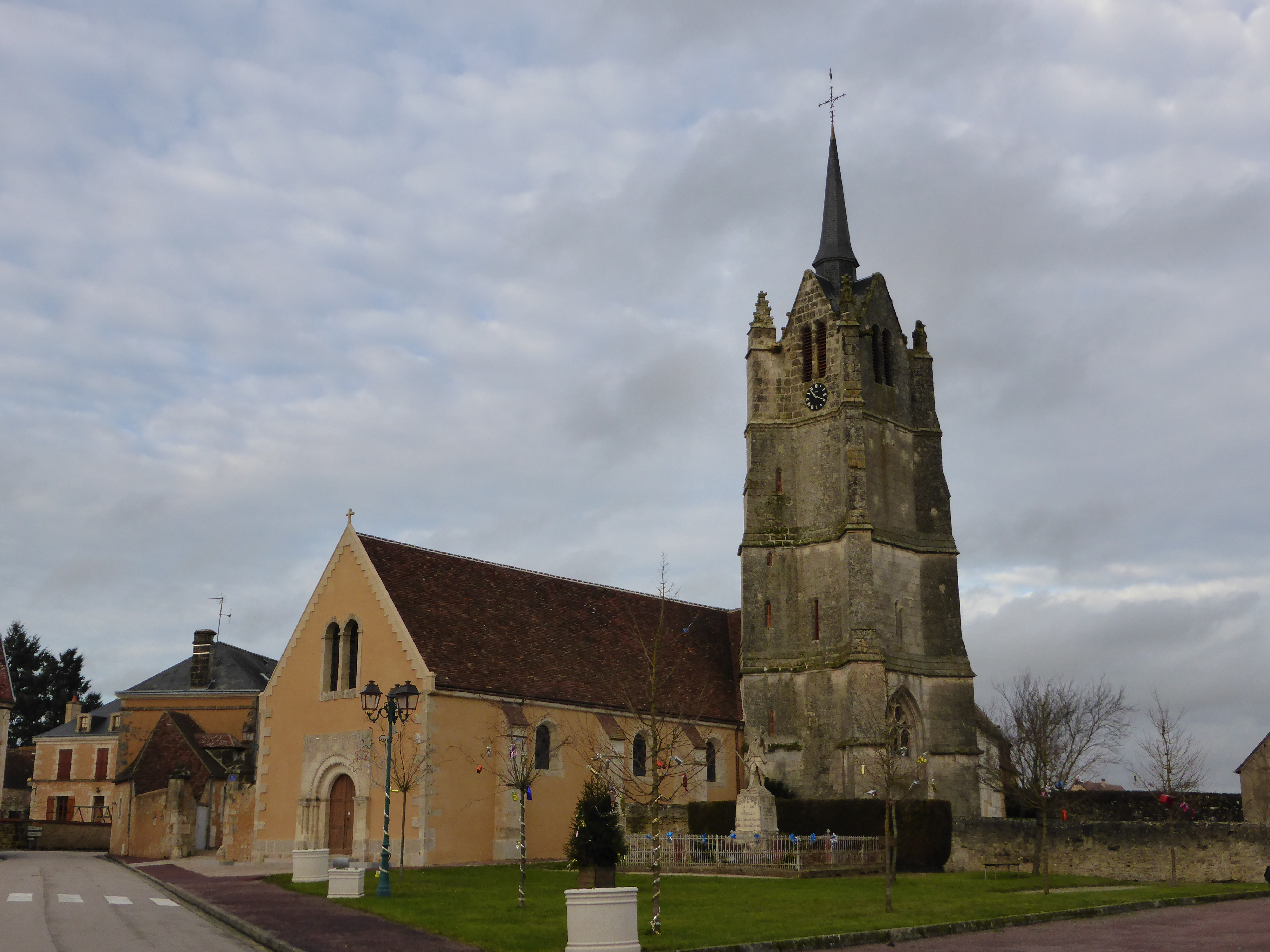
Kirche Saint-Martin
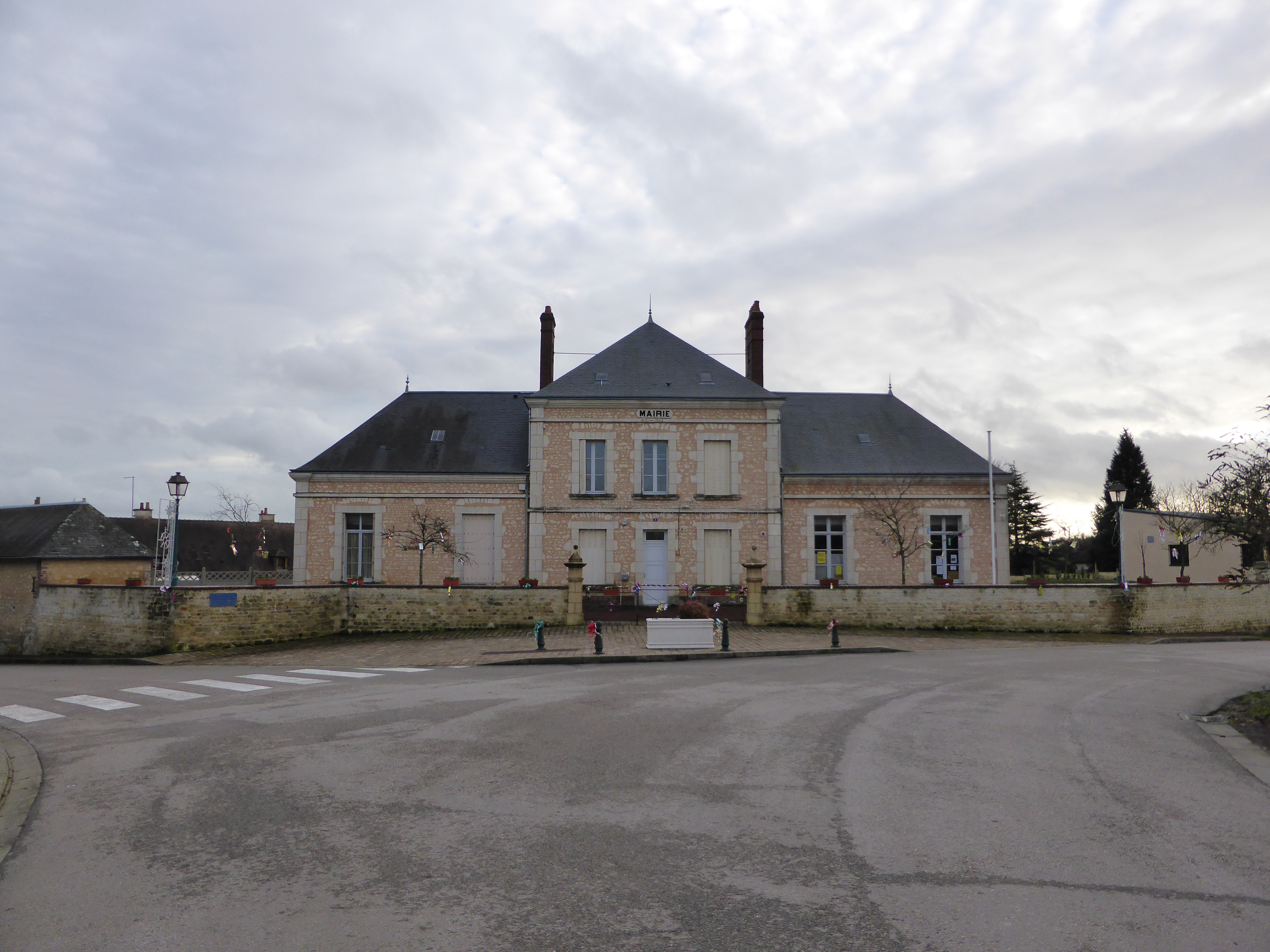
Mairie von Réveillon